# Lill-Åtjärnen
Lill-Åtjärnen är en sjö i Lycksele kommun i Lappland och ingår i Umeälvens huvudavrinningsområde. Sjön har en area på 0,1 kvadratkilometer och ligger 225,2 meter över havet.

## Delavrinningsområde
Lill-Åtjärnen ingår i det delavrinningsområde (718953-162717) som SMHI kallar för Ovan Nordibäcken. Medelhöjden är 274 meter över havet och ytan är 11,76 kvadratkilometer. Räknas de 24 avrinningsområdena uppströms in blir den ackumulerade arean 316,68 kvadratkilometer. Lycksabäcken som avvattnar avrinningsområdet har biflödesordning 2, vilket innebär att vattnet flödar genom totalt 2 vattendrag innan det når havet efter 171 kilometer. Avrinningsområdet består mestadels av skog (89 procent). Avrinningsområdet har 0,69 kvadratkilometer vattenytor vilket ger det en sjöprocent på 5,8 procent.